# Olympiade d'échecs de 1996

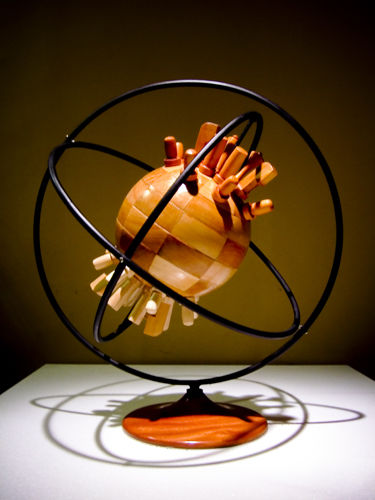
Le trophée

L'Olympiade d'échecs de 1996 est une compétition mondiale par équipes et par pays organisée par la FIDE. Les pays s'affrontent sur 4 échiquiers par équipe de 6 joueurs (4 titulaires et 2 suppléants). Les équipes féminines ont 4 joueuses sur 3 échiquiers. 
Cette 32e Olympiade s'est déroulée du 15 septembre au 2 octobre 1996 à Erevan en Arménie.
Les points ne sont pas attribués au regard des résultats des matches inter-nations, mais en fonction des résultats individuels sur chaque échiquier (un point par partie gagnée, un demi-point pour une nulle, zéro point pour une défaite).

## Tournoi masculin

### Contexte
Cette Olympiade réunit 114 nations, plus les équipes d'Arménie B et C, les équipes du Yémen et d'Afghanistan arrivant en cours de tournoi.
L'organisation est unanimement appréciée, surtout en comparaison de l'Olympiade de Moscou, mise sur pied de façon impromptue.
La compétition se déroule en poule unique sur 14 rondes selon le système suisse.

### Résultats
| Classement final |            |      |
| 1er              | Russie     | 38,5 |
| 2e               | Ukraine    | 35   |
| 3e               | États-Unis | 34   |
| 4e               | Angleterre | 34   |
| 5e               | Arménie    | 33,5 |

La France se classe 25e avec 31 points. La Belgique est 54e avec 28,5 points.
Les États-Unis arrache la médaille de bronze à l'Angleterre par un demi-point au départage Buchholz. Mais la Russie et les joueurs de l'Europe de l’Est dominent encore le monde des échecs. Il faut notamment souligner que beaucoup d'équipes occidentales ont des « naturalisés » de l'Est, et que certaines équipes, comme celles des États-Unis et d'Israël, sont composées en majorité de ressortissants des ex-pays communistes.

### Participants individuels
- Pour la Russie : G. Kasparov, V. Kramnik, A. Dreïev, P. Svidler, Bareïev, S. Roublevski.
- Pour l'Ukraine : V. Ivantchouk, V. Malaniouk, O. Romanichine, I. Novikov, A. Onischuk, S. Savtchenko.
- Pour les États-Unis : B. Goulko, A. Yermolinsky, N. de Firmian, G. Kaidanov, J. Benjamin, L. Christiansen.
- Pour la France : J. Lautier, M; Apicella, É. Prié, O. Renet, É. Bacrot, É. Relange.
- Pour la Belgique : P. Claesen, Cekro, Dutreeuw, Weemaes, Geenen, Mohandesi.

## Tournoi féminin
73 nations présentes plus l'équipe de Arménie B.
La compétition se déroule en poule unique sur 14 rondes selon le système suisse.
| Classement final |         |      |
| 1er              | Géorgie | 30   |
| 2e               | Chine   | 28,5 |
| 3e               | Russie  | 28,5 |

La France termine 26e avec 23 points.
La Chine et la Russie sont départagées au Buchholz (347 contre 345,5). Les Géorgiennes (Maïa Tchibourdanidzé, Nana Ioseliani, Ketevan Arakhamia et Nino Gurieli) dominent les échecs féminins, comme c'était le cas du temps de l'URSS dont les meilleures joueuses venaient de cette république.
La Turkmène Mähri Geldiýewa remporte la médaille d'or au premier échiquier. 